# 維拉科柳山 (瓊卡拉)
18°58′19″S 66°22′13″W / 18.97194°S 66.37028°W
維拉科柳山（Wila Qullu），是玻利維亞的山峰，位於該國西部奧魯羅省的埃杜阿多阿瓦羅亞省，處於托羅山和瓦瓦查尼山東南面，屬於安第斯山脈的一部分，海拔高度5,060米。